# Ironi Nes Ziona BC
O Ironi Nes Ziona Basketball Club (em hebraico:  עירוני נס ציונה), conhecido também como Ironi Hai Motors Nes Ziona por motivos de patrocinadores, é um clube de basquetebol baseado em Nes Ziona, Israel que atualmente disputa a Ligat HaAl. Manda seus jogos na Arena Lev Hamoshava com capacidade para 1.300 espectadores.

## Histórico de Temporadas
| Temporada | Nível | Liga         | Pos. | J     | PL  | Resultado         | Copa do Estado    | Copa da Liga      | Competições Internacionais |
| --------- | ----- | ------------ | ---- | ----- | --- | ----------------- | ----------------- | ----------------- | -------------------------- |
| 2010–11   | 3     | Liga Artzit  | 1    | 21-5  |     | Promovido         | -                 | -                 |                            |
| 2011–12   | 2     | Liga Leumit  | 4    | 15-11 | 3-3 | Semifinais        | Fase Preliminar   | -                 |                            |
| 2012–13   | 2     | Liga Leumit  | 1    | 22-4  | 7-2 | Promovido campeão |                   | -                 |                            |
| 2013–14   | 1     | Ligat HaAl   | 5    | 16-13 | 2-3 | Quartas de finais | Oitavas de finais | Semifinais        |                            |
| 2014–15   | 1     | Ligat HaAl   | 8    | 15-18 | 0-3 | Quartas de finais | Oitavas de finais | Quartas de finais |                            |
| 2015–16   | 1     | Ligat HaAl   | 12   | 10-23 |     | Rebaixado         | Semifinais        | -                 |                            |
| 2016–17   | 2     | Ligat Leumit | 4    | 16-10 | 8-1 | Promovido campeão | Quartas de finais | -                 |                            |
| 2017-18   | 1     | Ligat HaAl   | 8    | 13-20 |     |                   | Oitavas de finais | -                 |                            |
| 2018-19   | 1     | Ligat HaAl   | 5    | 16-17 |     |                   | Oitavas de finais | -                 |                            |
| 2019-20   | 1     | Ligat HaAl   | 7    | 13-16 | 0-2 | Quartas de finais | Oitavas de finais | Semifinais        |                            |
| 2020-21   | 1     | Ligat HaAl   | 5    | 16-17 |     |                   | Oitavas de finais | Oitavas de finais | 4 Copa europeia Campeão    |

fonte:eurobasket.com

## Títulos

### Copa Europeia da FIBA
- Campeão (1):2020-21

### Copa Liga Leumit
- Campeão (1):2017

### Liga Artzit (3ª divisão)
- Campeão (1):2011

### Liga Leumit (2ª divisão)
- Campeão (2):2012-13, 2016-17